# Тимур и его команда
«Тиму́р и его́ кома́нда» — повесть А. П. Гайдара для среднего школьного возраста, написанная в 1940 году.
До 1986 года повесть «Тимур и его команда» издавалась в СССР 212 раз и была переведена на 75 языков. Общий тираж составил 14,281 миллиона экземпляров.
В 2013 году повесть была включена в список «100 книг», рекомендованных школьникам Министерством образования и науки РФ для самостоятельного чтения.

## Сюжет
Лето 1939 года. Из Москвы на дачу приезжают дочери советского командира полковника Александрова — 13-летняя Евгения и 18-летняя Ольга. Случайно Женя обнаруживает, что на чердаке старого сарая находится штаб загадочной организации. Цель организации, действующей на территории дачного посёлка и состоящей из нескольких десятков мальчишек — помощь пожилым людям и членам семей красноармейцев. Лидером организации является 13-летний Тимур Гараев. Рассказывая Жене о том, чем они занимаются, Тимур объяснил

<…> из этого дома человек ушёл в Красную Армию. И с этого времени этот дом находится под нашей охраной и защитой. У тебя отец в армии?
— Да! — с волнением и гордостью ответила Женя. — Он командир.
— Значит, и ты находишься под нашей охраной и защитой тоже.

Настоящим бедствием посёлка является банда садовых воришек и хулиганов под предводительством Мишки Квакина. Понимая, что конфронтация с ними может закончиться массовым побоищем, Тимур сначала пробует решить вопрос мирно. Разговор с Квакиным не даёт результатов, но Ольга замечает их вдвоём. Посчитав, что Тимур такой же хулиган, как и Квакин, она запрещает Жене общаться с Тимуром.
Обстановка накаляется: дядя Тимура Георгий, не понимая, чем именно занимается его племянник, угрожает отправить его домой к матери. Хулиганы Квакина, отвергнув ультиматум, который поставил им Тимур, берут в плен его помощников Гейку и Колю Колокольчикова. Тимур решает больше не медлить. Происходит схватка, в результате которой победу одерживают тимуровцы. Захваченных в результате столкновения хулиганов запирают в пустой будке на базарной площади, так чтобы жители посёлка смогли увидеть тех, кто обирал их сады, в одном из которых жила вместе с матерью маленькая девочка, дочь погибшего на границе лейтенанта Павлова. Несмотря на просьбы Квакина оставить его со своей шайкой, Тимур отпускает предводителя хулиганов, сказав, что «ни им с тобою, ни тебе с ними больше делать нечего».
Основную идею повести Ольга в конце выражает следующей фразой:

Ты о людях всегда думал, и они тебе отплатят тем же.

## Воплощение в жизни
После выхода книги и фильма о Тимуре в СССР началось движение юных «тимуровцев», пионеров, помогающих людям, которые нуждались в такой помощи: семьям солдат в годы Великой Отечественной войны, старикам. Тимуровцы также помогали колхозам и совхозам, детсадам, занимались благоустройством населённых пунктов, ухаживали за могилами погибших воинов. Тимуровское движение предшествовало современным российским волонтёрским организациям. Писатель Борис Камов отметил, что Гайдар был единственным из советских писателей, который создал произведение, породившее реальное общественное движение среди подростков, гордо именовавших себя «тимуровцами», так же, как сегодня поклонники романов Толкиена называют себя «толкиенистами».

## Продолжения повести

### «Комендант снежной крепости»
В сентябре 1940 года Гайдар начал писать продолжение «Тимура…» — киноповесть «Комендант снежной крепости», которая была опубликована в январе 1941 года в журнале «Пионер». В сюжете Тимур борется с сыном капитана Максимова Сашей за звание коменданта снежной крепости. У Саши есть сестра Женя — тёзка и одноклассница нашей Жени. Саша болен — у него воспаление лёгких и высокая температура. Тимур — действующий комендант снежной крепости. Но так как Саша не может командовать, Тимур предлагает ему перемирие. А после ухода капитана Максимова на фронт, от него ещё нет телеграмм. Но тут его выручает шофёр Коля Башмаков, который, находясь в госпитале, пишет письмо. Когда письмо приходит к Максимовым, довольный Саша берёт письмо, но на конверте он увидел подпись, что телеграмма написана лично для соседки Нины. Неожиданно Саша роняет письмо, но его поднимает одноклассница его сестры Женя Александрова (дочь полковника Александрова), которая на ёлке должна сыграть звёздную девочку. Сам Саша ничего о ней не знает и просит своего друга Вовку Брыкина разузнать всё о ней. Жалея Сашу, Тимур сам сдаёт ему крепость. В конце повести все празднуют Новый год, и в самом разгаре праздника появляется капитан Максимов.

### «Клятва Тимура»
В первые дни Великой Отечественной войны Гайдар написал киносценарий «Клятва Тимура» (фильм вышел в 1942 году), который завершил своеобразную трилогию.
1941 год, незадолго до начала войны. На даче Жени всё изменилось. В сарае расположился штаб команды. Каждый занят своим делом. Симаков, Ладыгин и ещё несколько ребят таскают вёдра. К ребятам приходят письма от поклонников команды Тимура. А тут ещё Тимур видит в газете заметку о том, что все ребята будут помогать колхозу пропалывать огород. Женя отказывается, ссылаясь на то, что её сестра Ольга обещала научить её играть на аккордеоне. Гейка командует ротой. Квакин, поссорившись с Фигурой, перешёл в команду Тимура и теперь увлекается туризмом; то ходит с Женей в лес за грибами, то катается с нею на лодке. Тимур читает Фигуре отрывок из поэмы Лермонтова «Мцыри», и тот не решается тронуть его. К Ольге и Жене на дачу приезжает отец. Женя пообещала отцу позвать Тимура, но начавшаяся война помешала её планам, и полковник уезжает на фронт. Тимур делит обязанности команды: Гейке поручает управлять всем посёлком, Квакину — заняться лесом и полем, а шайке Фигуры — заниматься ночной охраной посёлка. Штаб Ольга поручила Тимуру перенести на террасу. Ольге привозят некое письмо от отца (возможно похоронку, но в книге этого прямо не говорится). Отец присылает Жене патефон, который обещал ей 22 июня, и в это время Тимур находит среди пластинок ту, на которой записан голос полковника Александрова, и даёт клятву Жене, и обещает научить её этой клятве.

## Фильм
Повесть была написана на основе киносценария, законченного Гайдаром в апреле 1940 года. Фильм «Тимур и его команда» был снят и вышел в том же 1940 году.
Второй фильм в СССР по произведению Гайдара был снят в 1976 году.
Также была одноимённая венгерская экранизация («Timur és csapata») 1960 года, телефильм, режиссёр Лайош Пауло.
Российская экранизация по мотивам повести была снята в 2025 году.

## Балет
В 1986 году прошла премьера спектакля Большого театра СССР и Московского хореографического училища «Тимур и его команда» — балета в двух действиях по мотивам повести.